# トヨタ・エスティマ
エスティマ（ESTIMA）は、トヨタ自動車が1990年から2019年まで生産、2020年まで販売していた大型ミニバンである。
初代は、トヨタ自ら「天才タマゴ」というキャッチコピーを用い、印象的な丸みを帯びた外観を強調するプロモーションを行った。

## 初代（1990年-2000年）TCR10/11W/TCR20/21W型
1989年に幕張メッセで初開催された第28回東京モーターショーにコンセプトモデルとして出展。「動くカットモデル」の展示は大きな話題となった。それから約半年後の1990年5月12日に市販化され、卵をイメージさせる未来的なスタイルで「高性能ニューコンセプトサルーン」として注目を集めた。従来のワンボックスカーでは前輪前・運転席下に位置しているエンジンを、横に75°寝かせることにより平床化に成功、前輪も運転席の前方に置くことにより、当時は世界でも類を見ないアンダーフロア型ミッドシップレイアウトが採用され、「ミッドシップは室内が狭く実用性に欠ける」という常識を覆した。
元々のコンセプトは、当時トヨタが開発中であった2ストローク「S2」エンジンを搭載した新時代のMPV（マルチ・パーパス・ビークル）というものであり、このエンジンのおかげでエンジンルームをコンパクトにまとめられる目論見であったが、排ガス対策の問題が解決できずエンジンの開発を断念したため、急遽ハイエースの部品を流用した一般的な直列4気筒2.4リットルエンジンを傾斜搭載することとなった。
商用グレードを用意しない独立モデルであり、サスペンションは前軸は全てマクファーソンストラット式、後軸は車両型式によってダブルウィッシュボーンおよび4リンク式と区別しており、国産車としては珍しい仕様であった。発売当時はモノグレード体系・7人乗りの1種類のみで、駆動レイアウトはミッドシップと四輪駆動。搭載されたエンジンは2TZ-FE型・直列4気筒2438 cc（135馬力）の1種類であった。
驚きを持って迎えられたエスティマではあったが、横幅が5ナンバー（小型乗用車）サイズに収まるキャブオーバー型ミニバンが主流であった当時の日本においては大柄で高価すぎた（296.5 - 335万円）ため、また北米市場（アメリカ・カナダ）では2.4 Lエンジンが非力、ヨーロッパ市場では高価だという理由で支持を得られなかった。欧米市場では「プレビア」（Previa）、オセアニア市場では「タラゴ」（Tarago）として販売された。競合他車がV型6気筒エンジンを搭載する中で、エンジンパワーで劣りエンジンが座席の下にあるため振動・騒音が多く、エスティマは価格に比して静粛性、ひいては高級感に劣ると評された。
1992年1月には日産・バネットセレナへの対抗策として、車幅および全長の短縮によって車体サイズを5ナンバー枠に収め、前後デザインの変更を施したエスティマエミーナ（トヨタ店取り扱い）とエスティマルシーダ（カローラ店取り扱い）を発売した。自動車雑誌などでは、単にエスティマの幅を縮めたモデルと表現されているが、元々エスティマ開発当初から小型版のナローモデルは想定されていた。前述の日産バネットセレナの好調を見て、廉価グレードを増やし発売されたものである。エスティマがシングルグレードであった反面、エミーナ/ルシーダはビニールシート仕様の廉価版から、エスティマと同様の豪華版まで幅広いグレード体制とした。
1993年2月、廉価グレードとして「X」を追加。トップグレードの「エスティマ」が7人乗り・4輪独立懸架であるのに対し、「X」は8人乗りで、リアサスペンションに4リンク式を採用した。
1993年に公開された、アーノルド・シュワルツェネッガー主演映画の『ラスト・アクション・ヒーロー』にギャングの愛車としてカーチェイスに登場する。
1994年8月、かねてからのパワー不足の解消のため、「エスティマ」にスーパーチャージャー搭載モデル（2TZ-FZE型、160馬力）が追加された。
1996年8月にグレード体系を刷新し、それまでの2グレード体制から、上から「G」「V」「X」となる。「V」は「X」のスーパーチャージャー付きモデルとして設定され、「G」は「エスティマ」と同様のものである。また、運転席・助手席SRSエアバッグ・ABSを全車に標準装備された。
1998年1月、マイナーチェンジを行い外装デザインを一新。また、新たにエアロパーツを装着したグレード「アエラス」を設定。全グレードでスーパーチャージャー付きとなった。しかし、1994年に登場し大ヒットを記録していたホンダ・オデッセイの台頭により、低下した売り上げの回復には至らなかった。この頃から街中の燃費は従来通りだが、高速走行などでは燃費の向上が図られており、10年排気ガス規制に伴って排ガス記号もE-からGF-に切り替わっている。
実際の販売状況は、エンジンルームの狭さゆえにエンジンの大型化に対応できず、オデッセイや日産・エルグランドをはじめとするライバルがV型6気筒の3.0 Lや3.5 Lへと移行する中で苦戦を強いられた。そもそも「コンパクトな2ストロークエンジンを搭載した新時代のMPV」というコンセプトの肝であるエンジンが完成しなかったために、エスティマは非常に不幸なモデルライフを送ることとなった。販売台数を稼いだエミーナ/ルシーダでは前席足元空間が狭く、その乗り味も本来の親エスティマが持っていた大らかな乗り味ではなく、開発陣が目指していたものとは違う方向となり、戦略の転換を余儀なくされた。
2代目、3代目にモデルチェンジされて以降も、その際立ったスタイルからカスタムカーのベースとなることが多い。特にセルシオ （2代目後期）のフロントを移植可能にした社外品が販売され、この顔面スワップを行った車両は通称「セルティマ」と呼ばれ、他にも多数のメーカーが同車用のエアロパーツやアフターパーツを販売するなどしたことも、カスタムベースとしての人気を博した要因と言える。さらにバランスのよいハンドリング、MRであるがゆえの安定性から一部の愛好家にはこの車を何台も乗り継ぐという例も多かった。
1999年12月、生産終了。在庫対応分のみの対応となる。
2000年1月、2代目と入れ替わる形で販売終了。北米での販売はこの代限りとなり、以降はカムリをベースとした大型ミニバンのシエナに移行した。

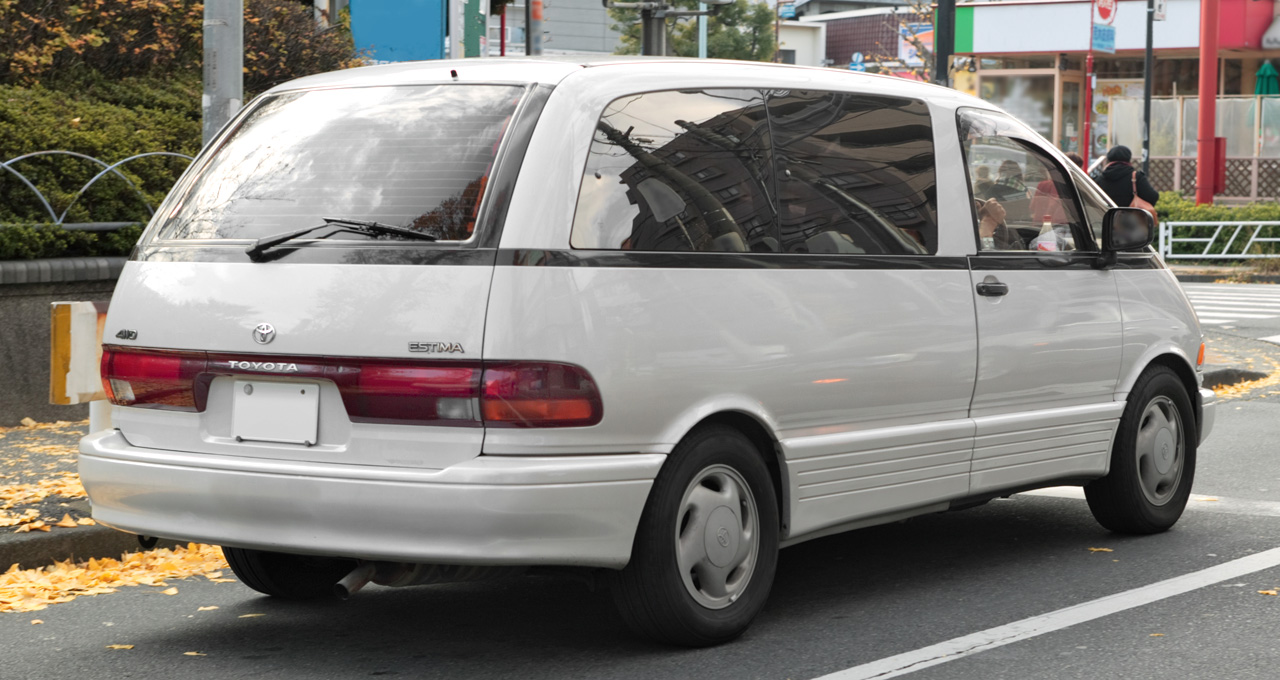
初代エスティマ（前期型・リア）
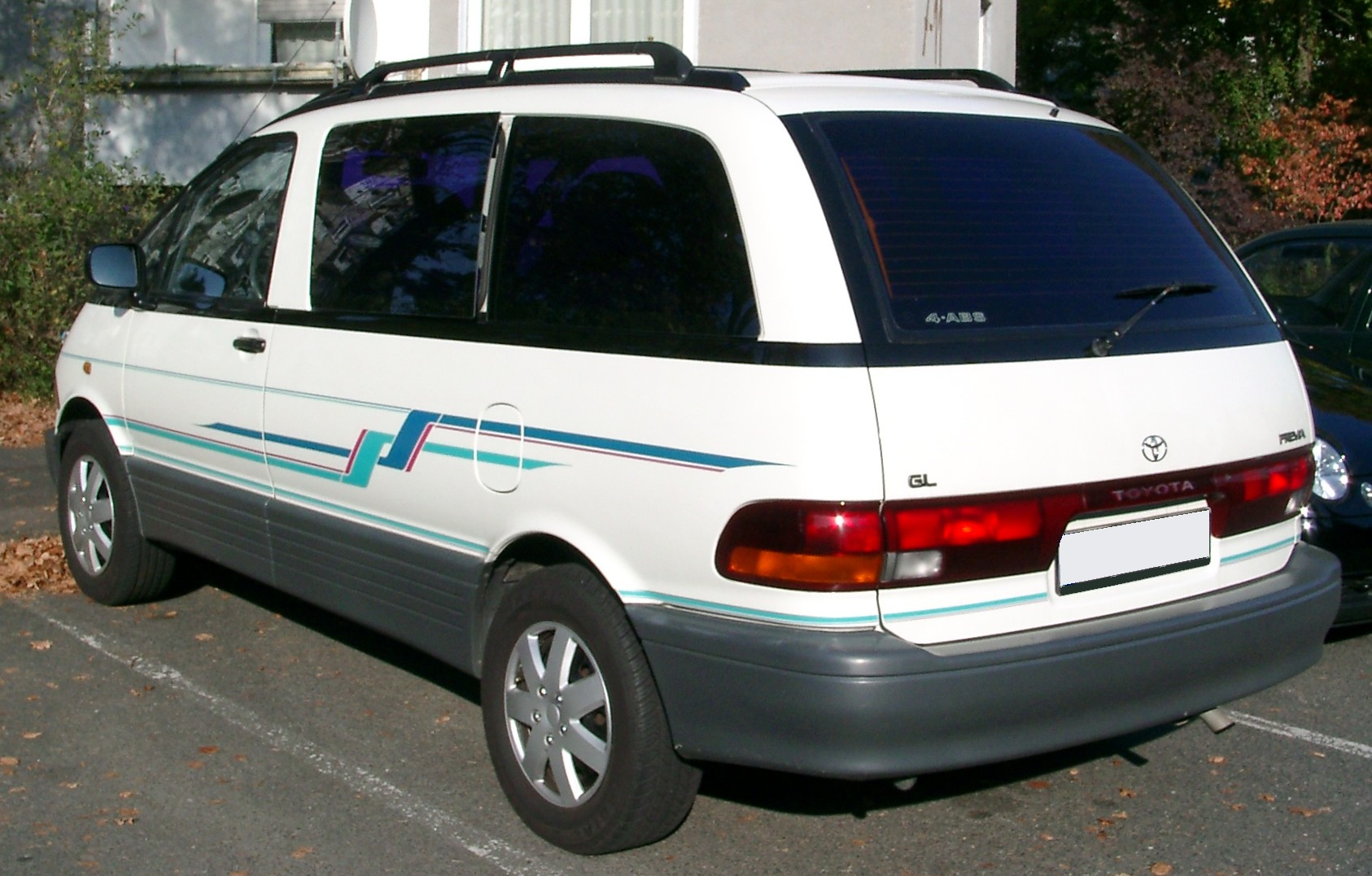
初代エスティマ輸出仕様（前期型・リア）

## 2代目（2000年-2006年）ACR30W/ACR40W/MCR30W/MCR40W/AHR10W型
2代目は2000年1月11日に発売された。目標月間販売台数はTとL合わせて6,000台。エミーナ/ルシーダは統合され廃止。後にヨーロッパ市場向け（プレビア）とオセアニア向け（プレヴィアもしくはタラゴ）も発売された。
卵型の丸みを帯びた車体を踏襲しつつも、ミッドシップエンジンを改めカムリをベースとしたFF（前輪駆動）に変更となり、更に乗用車のイメージが強くなった。駆動方式をFFに変えたため、エンジンの大型化が可能となり、エンジンラインナップはV型6気筒2,994ccが先に登場し、2ヶ月遅れで加わった直列4気筒2,362ccの2本立てとなる。2001年6月にはハイブリッドモデルが追加された。
車体寸法は初代とほぼ同一であったが、駆動方式の変更による低床化により着座位置を下げヘッドクリアランスに余裕を持たせるなど室内スペース減少は最低限に抑えたと共に居住性を向上。また、このモデルより両側スライドドア、センターメーターを採用。スライドドアに関しては、一部グレードで電動化された。
初代が失敗に終わった反省を踏まえ、様々な改良を加えた結果、販売面ではカローラ、ヴィッツに次ぎ、2000年新車乗用車販売台数第3位（約12万2,400台）と初代の雪辱を果たす大ヒットを記録。その後も勢いは衰えず、3代目へモデルチェンジした後も中古車市場において人気モデルとなった。
トヨタモデリスタインターナショナルが制作する特装車として、本来7-8人乗車であるエスティマを4人乗りに変更し、木目調カウンターや各種AV機器を装備、冷蔵庫やテーブル、ファクシミリ台等を装備した「エスティマ・モバイルオフィス」という名の商用モデルも発売されている。後にハイブリッドモデルも発売されたが、価格は700万円と高価であった。
取扱いは「エスティマT」がトヨタ店、「エスティマL」がトヨタカローラ店、「エスティマ・ハイブリッド」は両店での扱い。TとLの外観上の違いは、前期型はリアウインカーレンズ（T：クリア、L：オレンジ）、フロントエンブレムの色（T：赤、L：青）。後期型では両車共にクリアーとなったため、違いはエンブレム色のみである。なお、ハイブリッドは販売店による違いはない。
タクシーにも用いられ、保安基準の都合上キャプテンシートの設定があるGグレードが多く、Xグレードの3列目シートを撤去し5人乗りとして使用する例もある。

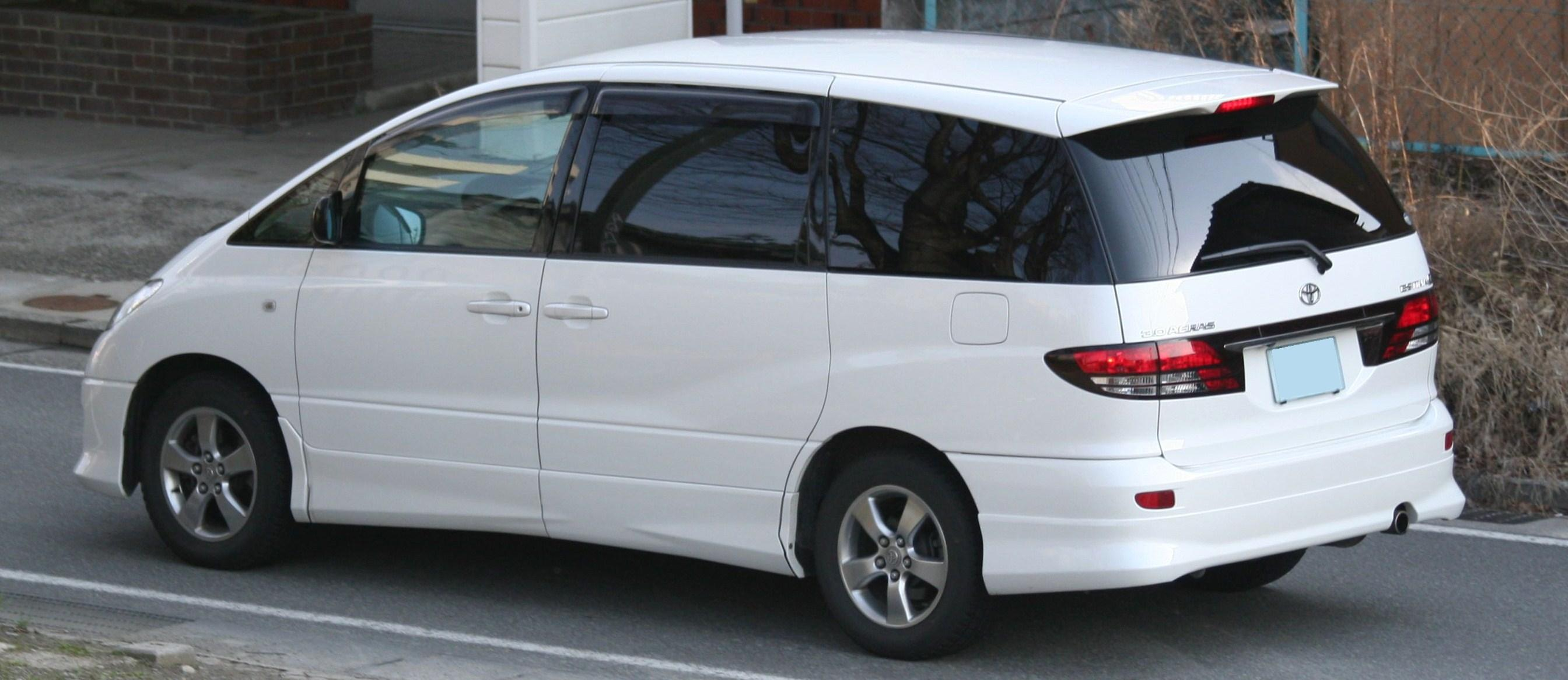
リア（後期型）
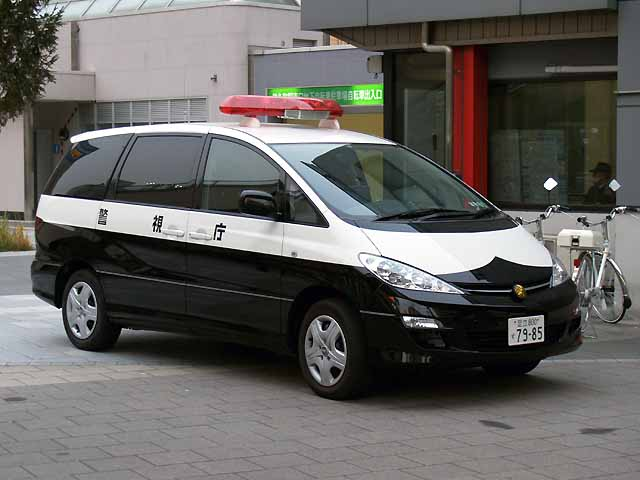
2代目エスティマ（後期型）をベースにした警視庁のパトカー。移動交番として使用される。
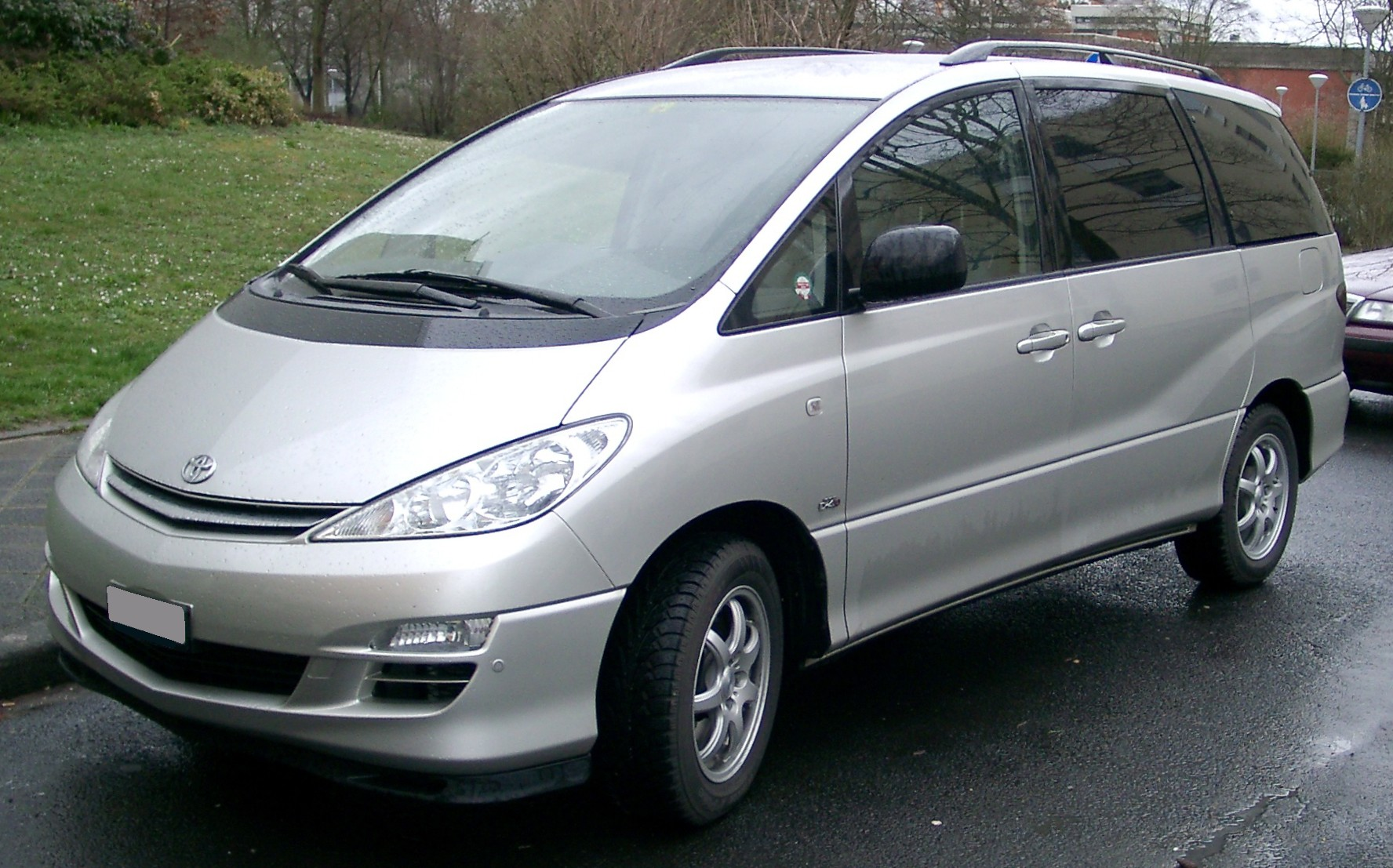
2代目エスティマ輸出仕様
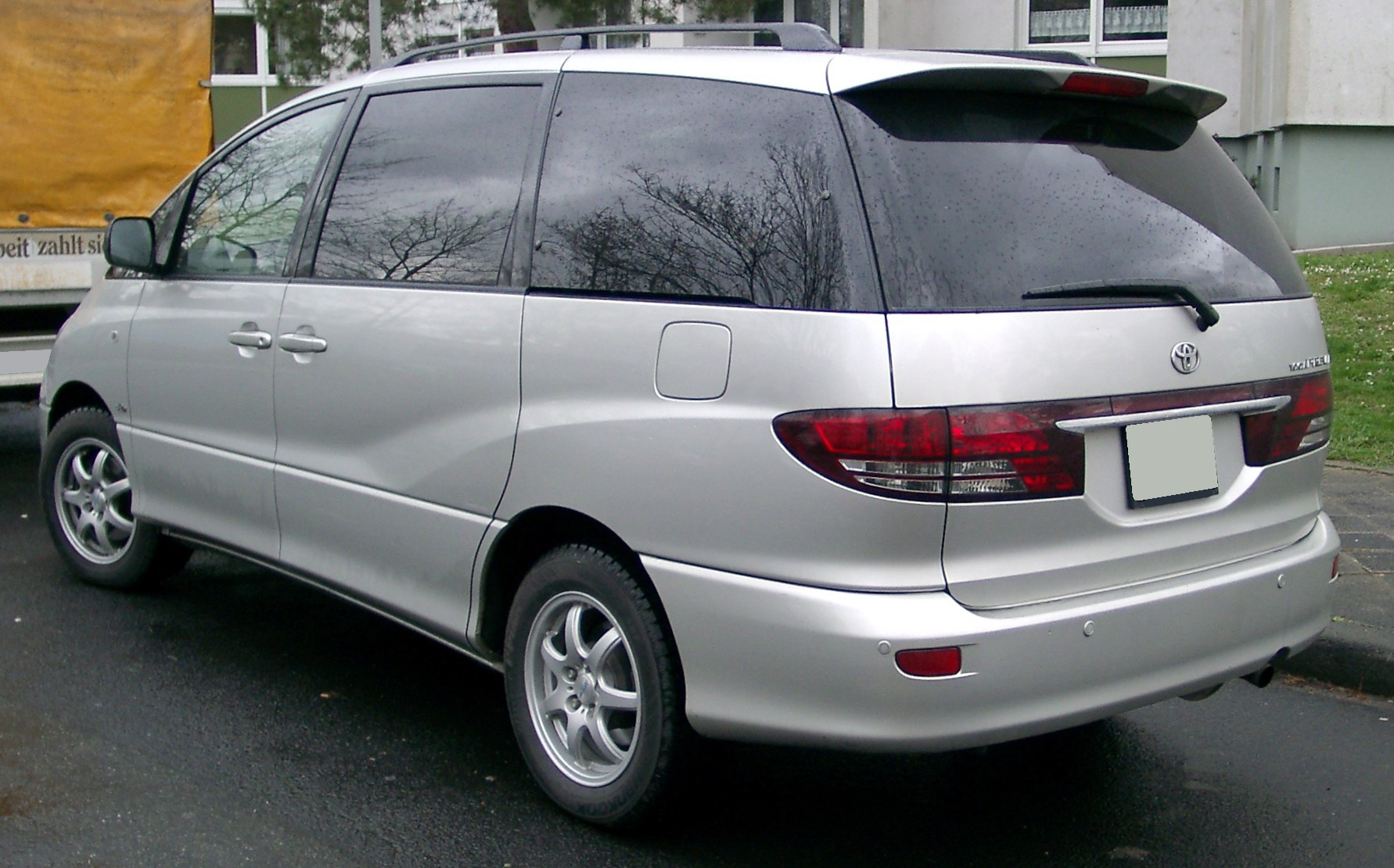
2代目エスティマ輸出仕様（リア）

### エスティマハイブリッド
エスティマハイブリッドは、トヨタ自動車ではプリウスに次いで二番目、ミニバンでは初となる市販のハイブリッドカーである。2001年6月に登場した。重量がおよそ1.85トン、排気量2.4 Lのガソリンエンジンを搭載する車両ながら10・15モードで18.0 km/L（マイナーチェンジ後は18.6 km/L）の低燃費を達成している。1999年東京モーターショーに「HV-M4」の名前で出展。
エスティマハイブリッドに搭載されているハイブリッドシステムTHS-C（Toyota Hybrid System-CVT）は、前輪を駆動させるアトキンソンサイクルの2AZ-FXE型ガソリンエンジンを、13 kWを発揮するジェネレータ兼モータでアシスト、エンジン動力は効率の良いCVTを通して前輪のみに伝えられる。
後輪への動力伝達にはプロペラシャフトを用いず、ジェネレータを兼ねるモータをリアアクスルに搭載し駆動する世界初の電気式四輪駆動システムE-Fourを搭載する。またベルト駆動によってエンジンスタートを行い、スタート後はエンジン動力によって回されオルタネーターの役割をするスタータージェネレータを搭載することもTHS-Cの特徴である。
ブレーキシステムは、旋回時の横滑りを抑えるVSC、発進時などのタイヤの空転を抑えるTRC、ブレーキ時のタイヤのロックを抑えるABS、急ブレーキなどの際にブレーキ量を上げるブレーキアシストを統合制御するECB（Electronically Controlled Brake system、電子制御ブレーキシステム）により四輪を独立して制御、油圧ブレーキと回生ブレーキの比率を適切にコントロールして運動エネルギーの回収能力を上げているほか、各機構を統合制御により、従来の機構では車両の安定性が限界に来る直前に制御を始めるものを、車両がより安定しているうちから制御を始めることで各機構の効果を高めて車両の安定性を上げている。
運転制御については、停車時にはエンジンを停止してガソリンの消費を抑え、発進時はバッテリ残容量が少ない時などを除いてモータのみで発進、全開加速など必要に応じて後輪も駆動させる。通常走行時はエンジンのみで走行する他、高負荷時はエンジンをモータがアシストする。バッテリ残容量減少時にはエンジン動力を走行とジェネレータの駆動に二分し、走行しながら充電することも可能である。また、上記のスタータージェネレータを併用することでさらに充電量を増やすことも可能である。エスティマハイブリッドはプリウスと比べモータよりもエンジンがメインとなっている。
減速時には前後のモーターを使った回生ブレーキにより運動エネルギーを電気エネルギーに変換し、Ni-MHバッテリーに貯める。回生ブレーキ使用時はエンジンに動力が伝わらないように切り離すことで、効率良く回生が行われるようにしている。また、ハイブリッドシステムを搭載したことにより、室内に備えられているAC100Vのコンセントから最大1,500Wの電力を供給することができるようになった。
グレード構成は、THS-C、E-Four、ECBなど装備する標準グレードと、標準グレードの装備の他にディスチャージヘッドライトやアルミホイール、クルーズコントロールを装備するGエディション、それぞれの7人乗り仕様および8人乗り仕様の全4タイプになる。
外装はプロジェクタータイプのヘッドライトを搭載するなど主に前後の灯火類、フロントバンパーやグリルが変更され、THS-Cを搭載しない通常のエスティマと差別化がされている。
2003年7月に行われたマイナーチェンジではTHS-Cを改良して10・15モード燃費を向上させたほか、エアコンコンプレッサをエンジンが作動時にはエンジン出力で、エンジンが停止時にはコンプレッサに内蔵されたモータで駆動する世界初の「2Wayコンプレッサー」を採用し、エアコン使用時の燃費を向上させている。
ハイブリッド化の欠点として、バッテリーを三列目シート下部に設置するために通常のエスティマと比べ荷室が狭くなる他、三列目シートのシートアレンジが制限されている。マイナーチェンジと同時に登場した、同じTHS-Cを搭載するアルファードハイブリッドではバッテリーの設置位置が前席下部に変更され、この点が改良されている。
プリウスやエスティマのガソリンエンジン車が、初代から現行モデルにおいて日本国外でも発売されているのに対し、エスティマハイブリッドは日本国内のみの展開となっている。
2005年12月に生産終了。在庫対応分のみの販売となる。
2006年1月に3代目への移行に伴い販売終了。
共通のプラットフォームを採用する車種
- トヨタ・カムリ
- トヨタ・アルファード（初代）

## 3代目（2006年-2020年）ACR5#W/GSR5#W/AHR20W型
2005年の東京モーターショーにてコンセプトモデルが発表され、市販仕様はこのコンセプトモデルに準じたデザインで2006年1月16日より市販された。追ってオセアニア向け（現地名：タラゴ）やアジア向け（現地名：プレヴィア）にも展開されたが、欧州向け販売は今回から中止された。また、北米での投入もされなかった。
先代のような販売店による区別（カローラ店ではエスティマL、トヨタ店ではエスティマT）がなくなり、車名が「エスティマ」に統一されたが、車両型式の末尾に付される車種グレードごとの細分記号は販売店で異なる。価格は376万円（税込）からと一般的なミニバンより割高であるが、VDIMを標準装備するなど安全面も充実している。
エクステリアデザインは2代目の正常進化型ではあるが、ヘッドランプは涙目風のデザインを採用し、より精悍な印象となった。また、三角窓を継続して採用したほか、全てのピラーをブラックアウトし、ルーフが浮いているようなイメージの「フローティングルーフ」となっている。また、リアランプユニット（テールランプ／ブレーキランプ）にはLEDが採用され、またドアミラーにもLED式の方向指示器（ドアミラーウインカー）が装備された。
インテリアデザインはセンターメーターこそ継承したものの、2代目とはうって変わり、直線基調で広がり感のあるデザインとなっている。また、シーケンシャルシフトマチックも搭載された。
エンジンは新開発した3,456 ccの2GR-FE型V型6気筒DOHC、およびモデルチェンジを機に170PS・22.8kgmとパワーアップした2,362cc直列4気筒を搭載する。2GR-FEは280PSを発揮し、国産ミニバンおよび前輪駆動車で初の280PSを達成。またハイブリッドの燃費は20km/Lに向上した。
プラットフォームは、フロントがRAV4などに採用の新MCプラットフォームを使用し、リアは専用設計である。なお、このプラットフォームは2代目アルファード/初代ヴェルファイアと共通である。
シートタイプはこれまで通り7人乗りと8人乗りが設定されるが、3列目シートは2代目の前後スライド+チップアップ式とは異なり、スライド機能を廃した床下収納式となっている。また、7人乗りならスーパーリラックスモードが使える。これは3列目のシートを収納した状態で2列目のシートを最後尾までスライドさせれば、リムジンのような広大なスペースが生まれるというもの。一方の8人乗りには2列目シートにチップアップ機能を備え、床下に収納できる3列目シートを活用して広大な積載スペースを確保することができる。
トランスミッションは3.5 L V6にシーケンシャルシフト機能付き6AT、2.4L直列4気筒車に7速シーケンシャルシフト機能付きSuper CVT-iが採用される。シフトレバーは1・2代目ではコラムシフトとなっていたが、3代目からはゲートタイプのインパネシフトとした。
装備ではG-BOOK ALPHA対応のHDDナビゲーション、インテリジェントパーキングアシスト、プリクラッシュセーフティシステム、スマートエントリー&スタートシステムなどの先進設備を充実させている。なお、クラウンでも採用されたスマートキー機能付き腕時計（キーインテグレーテッドウォッチ）がディーラーオプションで設定される。
同年6月12日にハイブリッド車が追加設定された。ハイブリッドシステムは前モデルのTHS-Cから、2代目プリウスなどにも採用されているTHS-IIに変更された。エンジンは2AZ-FXEを搭載。モーターとの合計出力は190馬力となり、先代で不満だった動力性能を解消した。燃費にも優れ、JC08モード走行で18.0km/L（平成27年度燃費基準+20%達成）と、同排気量クラスでは世界トップレベルの低燃費を達成している。また、実用燃費の向上を狙い、新たに「排気熱再循環システム」を搭載。これまで捨てていた排気の熱エネルギーを回収し、エンジン暖機やヒータの暖気に利用している。
ハイブリッド用バッテリーの搭載位置は、前モデルでは3列目下部だったが、前席左右間のコンソールボックス下に移された。このため前席から2列目以降へのウォークスルーはできないが、シートアレンジ制限については改善された。またハイブリッドカー特有の大容量エネルギーを活かし、1列目の「ハイブリッドコンソールボックス」後面に最大1,500Wの電源供給を可能にするAC100Vアクセサリーコンセントが標準装備されていた。2011年3月11日に発生した東日本大震災では、災害時の緊急用電源として被災者の携帯電話の充電や湯沸かしなどに活躍した。これは当時ミニバンにおいては初代アルファードハイブリッドを除けばエスティマハイブリッドのみの機能であったが、これを契機として各社で電源供給機能を備えた車種が次々と登場した。
ベネッセコーポレーションが保有する、同社の教材である「こどもちゃれんじ」のキャラクター、しまじろうを模した「426（＝しまじろう）GT しまじろうカー」は当モデルのハイブリッドをベースとしているが、構造変更を申請し、公認車検を受けているため、市販モデルと同様に公道走行が可能になっている。
青森県の知事及び第1副知事の各公用車として導入されている。
2007年4月25日独立行政法人「自動車事故対策機構」より2006年度の自動車アセスメントで自動車アセスメントグランプリを受賞した。
2008年12月24日、マイナーチェンジ。外装のデザインを変更してより個性を強めた外観となったほか、「アエラス」とハイブリッドの「G」に本革シートを採用した「レザーパッケージ」を追加設定。また、ステアリングスイッチの全車標準装備化、快適温熱シート（一部グレードを除く）、エコドライブインジケーターランプを採用し機能面を向上したほか、アクティブヘッドレストを前席シートにも採用したり、2.4 L車にはS-VSC（ステアリング協調車両安定性制御システム）のオプション設定を追加するなど安全面も向上された。
2代目ist以降、フルモデルチェンジ、マイナーチェンジ、および新型車として発売される全てのトヨタ車にサイド・カーテンエアバッグが標準装備化されるとの発表があり、このエスティマのマイナーチェンジによりサイド・カーテンエアバッグの標準装備化が行われると思われたが、最終的に見送られた（メーカーオプションで選択可能）。
2009年8月3日、「アエラス」をベースに、上級グレード「G」で採用されているシート表皮（ダブルラッセル）やバーズアイメイプル木目調の内装を採用し高級感をもたせると共に、デュアルパワースライドドア（イージークローザー、挟み込み防止機能付）・ETCユニット・マルチインフォメーションディスプレイを特別装備し利便性も向上させた特別仕様車「アエラス"G-EDITION"」を発売。ボディカラーは専用色の「グレーメタリック」を含む4色を設定し、内装色も「ダークグレー」か「グレージュ」を選択できる。
2009年12月14日、一部改良。最新の排出ガス試験モード（JC08モード）において、2.4リットル車が冷間時の測定モードで、3.5 L車が温間時の測定モードで「平成17年基準排出ガス75%低減レベル（☆☆☆☆）」認定を取得。また、ハイブリッド「G」に搭載（他のグレードでもオプションで搭載可能）のHDDナビゲーションを最新モデルに変更し、新たに目的地の目の前まで案内する機能とETCカード挿入時に有効期限を音声案内する機能を追加。ハイブリッドのパワースイッチを「シナジーブルー」に変更した。なお、同年8月発売の特別仕様車「アエラス"G-EDITION"」も上記改良を行った。
2010年9月30日、誕生20周年を記念し、初代のイメージカラーであったレッドを随所に施したほか、ハイグロス塗装の専用アルミホイールや20thロゴの専用エンブレムなどを装備した特別仕様車「2.4アエラス"20th Anniversary Edition"」を発売。ボディカラーは専用色のボルドーマイカメタリックやグレーメタリックを含む5色を設定した。
2012年5月8日、2度目のマイナーチェンジ。外観では「アエラス」のフロントデザインと前後ランプのデザイン（レンズ色）を変更し、18インチアルミホイールを採用（サイドリフトアップシート装着車を除く）。「G」「X」はホイールデザインを変更（「G」及びハイブリッドの「G」および「X」は2008年改良型「アエラス」用17インチアルミホイール、「X」は8代目カムリ後期型用16インチフルホイールキャップ）し、2008年改良型まで装着されていたグレードバッジを廃止。一方、ハイブリッドには専用リアエンブレムを新たに装着した。ボディカラーは上記の「2.4アエラス"20th Anniversary Edition"」で設定された「ボルドーマイカメタリック」の他、新色の「グレイッシュブルーマイカメタリック」、「アイスチタニウムマイカメタリック」を含む全6色を設定した。内装はインテリアカラーをブラックと新色シェルの2色展開とし、インパネやフロントドアアームレストにサテン調シルバー加飾モールを追加。パネル色をブラックメタリックに変更するとともに、「G」・「アエラス"レザーパッケージ"」には深みのある木目調加飾を採用した。装備面では「G」・「アエラス"レザーパッケージ"」及びハイブリッド全車にナノイーとスーパーUVカットガラス（フロントガラス）を、「アエラス」にはデュアルパワースライドドア、ロングスライドコンソールボックス（「アエラス（7人乗り）」・「アエラス"レザーパッケージ"」のみ）、マルチインフォメーションディスプレイ付きオプティトロンメーターを、「G」にパワーバックドアをそれぞれ標準装備。さらに、3.5リットル車にはS-VSC（ステアリング協調車両安定性制御システム）、ハイブリッドには車両接近通報装置を追加して安全面も強化。ハイブリッドにはスポーティーグレードの「アエラス」を新設した。なお、「X」の2WD車及び「アエラス」の2WD車・8人乗り仕様を除く2.4 L車は「平成27年度燃費基準」を達成している（「アエラス」の2WD車・8人乗り仕様についてはオプション装着により車両重量が1,770kgを超えた場合は同様に「平成27年度燃費基準」を達成する）。
2013年5月7日、一部改良。クリーンエアフィルターに脱臭機能を追加して全車に標準装備したほか、運転席からの目視だけでは確認しにくい車両周辺の状況をシフト操作と連動して真上から車両を見下ろしたような映像としてナビゲーション画面に表示し、安全確認を支援するパノラミックビューモニターやクリアランスソナー&バックソナーをオプション設定に追加した。併せて、特別仕様車「アエラス "Premium Edition"」を発売。「アエラス」の2.4 L車、ハイブリッド車の各7人乗り仕様をベースに、バックドアガーニッシュにメッキ加飾を施すとともに、内装にはブラックパネルの専用加飾を施し、インパネやフロントドアアームレストにはサテン調シルバー加飾モールを組み合わせた。シート表皮は合成皮革+トリコットの専用コンビシート（シルバーステッチ付）とするなど高級感を演出し、フロントパフォーマンスダンパーも装備した。2.4 L車は前述の特別装備に加え、ハイブリッド車ではベース車に標準装備されているめっき加飾のアウトサイドドアハンドル、メッキモール、電動マルチアジャスタブルフロントシート（運転席8ウェイパワーシート）も特別装備した。
2014年9月2日、一部改良。ハイブリッド車のエスティマハイブリッドを含む全車にリバース連動・オート電動格納機能付ドアミラーを採用し、ガソリン車のエスティマ全車にS-VSCを標準装備した。併せて、雑誌「VERY」とコラボレーションした特別仕様車「アエラス"VERY Edition"」を発売。「アエラス」の2.4 L車、ハイブリッド車の各7人乗り仕様をベースに、フロントバンパーモール、サイドメッキ、フロントエンブレム、バックドアガーニッシュ、フロントフォグランプにスモークメッキを、インパネとフロントドアアームレストにサイバーカーボン調（ブラック）の専用加飾をそれぞれ施し、ルーフやピラーにブラックを、シート表皮はベージュの合成皮革をそれぞれ採用。フロントドアガラスにスーパーUVカット・IRカット機能を追加したほか、「ナノイー」、快適温熱シート（運転席・助手席）、リアオートエアコンなどの快適装備をプラス。さらに、オールブラック塗装のディスチャージヘッドランプ、LEDスポットランプ・ドアカーテンランプ（フロントドア左右、LEDスポットランプはスライドドア左右にも装備）、脱着式デッキボードなども装備した。なお、2013年5月に発売された特別仕様車「アエラス"Premium Edition"」はベース車と同様の改良を受け、販売を継続した。
2016年6月6日、3度目のマイナーチェンジ。外観はフロントデザインが一新され、ヘッドランプ（LEDクリアランスランプを内蔵したBi-Beam LEDヘッドランプを採用）はアッパーグリルから連続してサイドまで回り込んだ薄型に変更するとともに、アッパーグリルを大口化し、バンパーコーナーを張り出した造形とした。リアのコンビネーションランプは立体的に造形した赤基調にするとともに、ストップランプはLEDライン発光、テールランプを面発光にした。ボディカラーはミニバンで初めて、ブラックルーフと組み合わせたツートーン仕様3色を設定したほか、モノトーンについても新規色3色を含む7色展開とし計10色とした。併せて、全色に小さなすり傷を自己修復するクリア塗装「セルフリストアリングコート」を採用した。
装備面においては衝突回避支援パッケージ「Toyota Safety Sense C」を全車に標準装備したほか、リアドア・リアクォーター・バックドアにスーパーUVカットプライバシーガラスを採用。これにより、既採用のフロントドアガラスとウインドシールドグリーンガラスと合わせ、トヨタ車で初となる360度全方位（三角窓を除く）にUVカットガラスの採用を実現した。
グレード体系は大幅に整理された。パワートレインはV6 3.5Lを廃止して2.4L ハイブリッドと2.4L ガソリンの2種類に、2016年の改良型からエスティマ・エスティマハイブリッド共通のグレード体系に変更し、「AERAS」・「AERAS PREMIUM」・「AERAS PREMIUM-G」に「AERAS"VERY Edition"」の装備を引き継いだ「AERAS SMART」を加えた計4グレード（サイドリフトアップシート装着車は「AERAS」と「AERAS PREMIUM」の2グレード）となった。レザーパッケージ廃止により、本革シート仕様は廃止となった。この変更で全車アルミホイールが標準装備となるが、ガソリン車に限りホイールの17インチアルミへのスペックダウン及び16インチスチールホイール+フルホイールキャップへの変更が可能となっている。スチールホイールへの変更適用で、サイドリフトアップシート車は約7万円弱、それ以外のガソリン車は約10万円弱安くなる。追って、同年登場した香港仕様「プレヴィア」も国内向け4期とほぼ同じ外観に変更されたが、こちらは2.4Lガソリンのみとなった。なお、他方のプレヴィア、タラゴは2017年11月現在においても国内向け2/3期をベースとした外観を踏襲し、V6 3.5Lエンジンも引き続き採用している。
2016年、第3回Yahoo!検索大賞 プロダクトカテゴリ 車部門賞を受賞。
2018年4月、衝突回避支援パッケージの名称を「Toyota Safety Sense C」から、「Toyota Safety Sense」に変更（公式発表なし）。
2019年10月、2020年5月に予定されている販売チャネル制度の廃止を見据えた車種整理に伴い、生産終了。その後、2020年3月末までに流通在庫分の新車の登録を全て完了し販売終了。3代・約30年の歴史に幕を下ろした。トヨタ店ではエスクァイア、カローラ店ではノアが代替車種となった。なお、東京都以外では2020年5月より、それまでトヨペット店専売であったアルファードと、ネッツ店専売であったヴェルファイア、ヴォクシーのトヨタ店とカローラ店における取り扱いを開始し、エスティマの代替車種となった。また、ノアはトヨタ店、エスクァイアはカローラ店でも取り扱いを開始した。

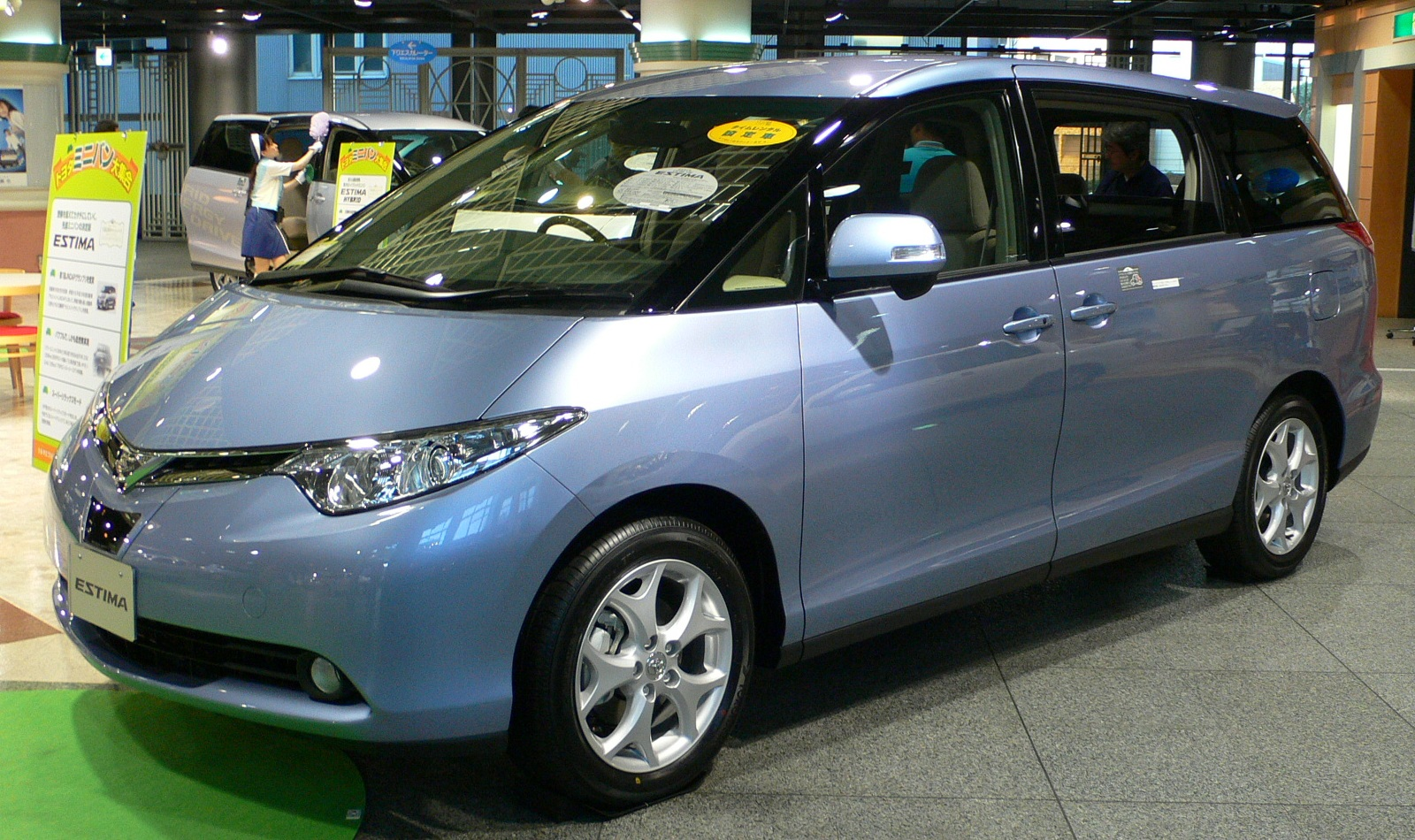
3代目エスティマ（2006年販売型）
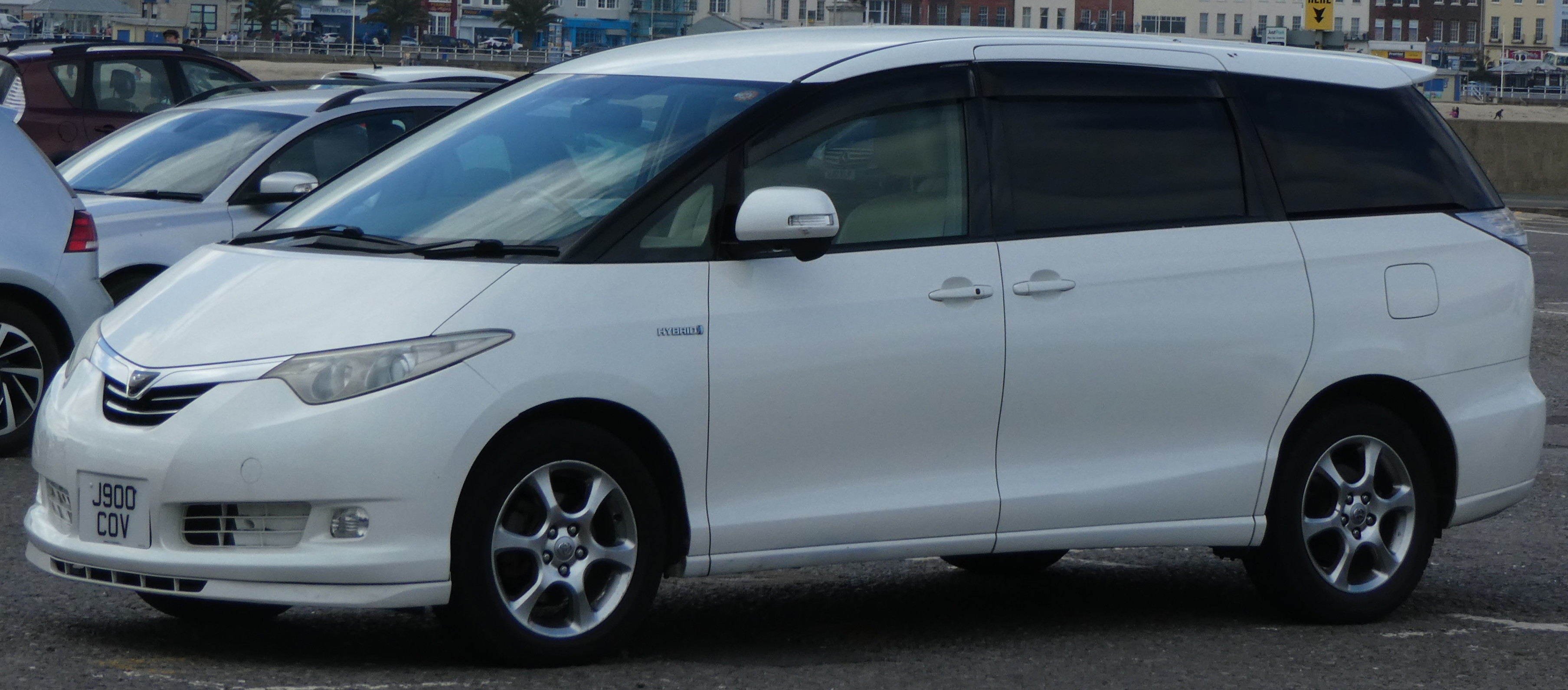
2代目ハイブリッド（2006年販売型）
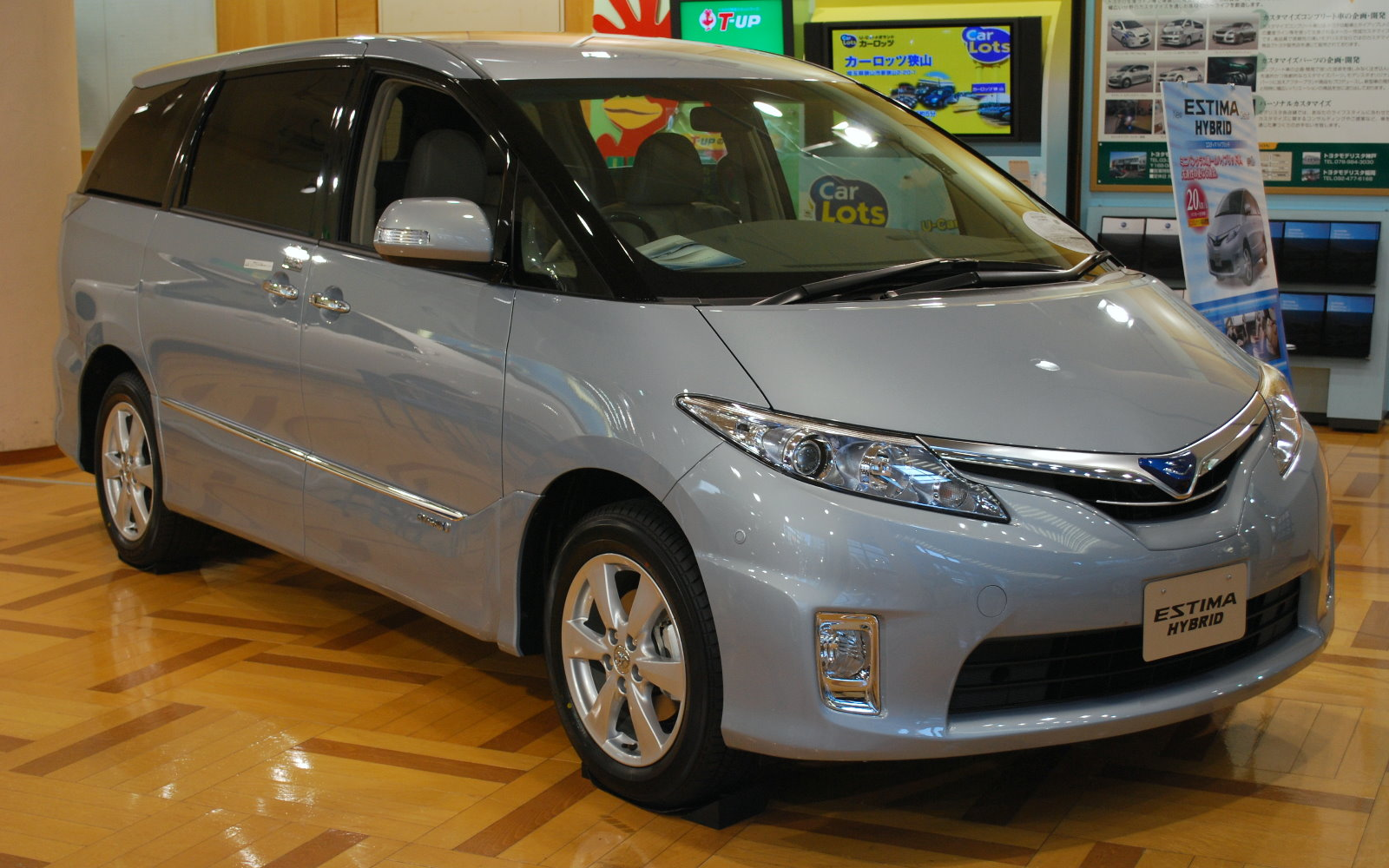
2代目ハイブリッド（2008年改良型）
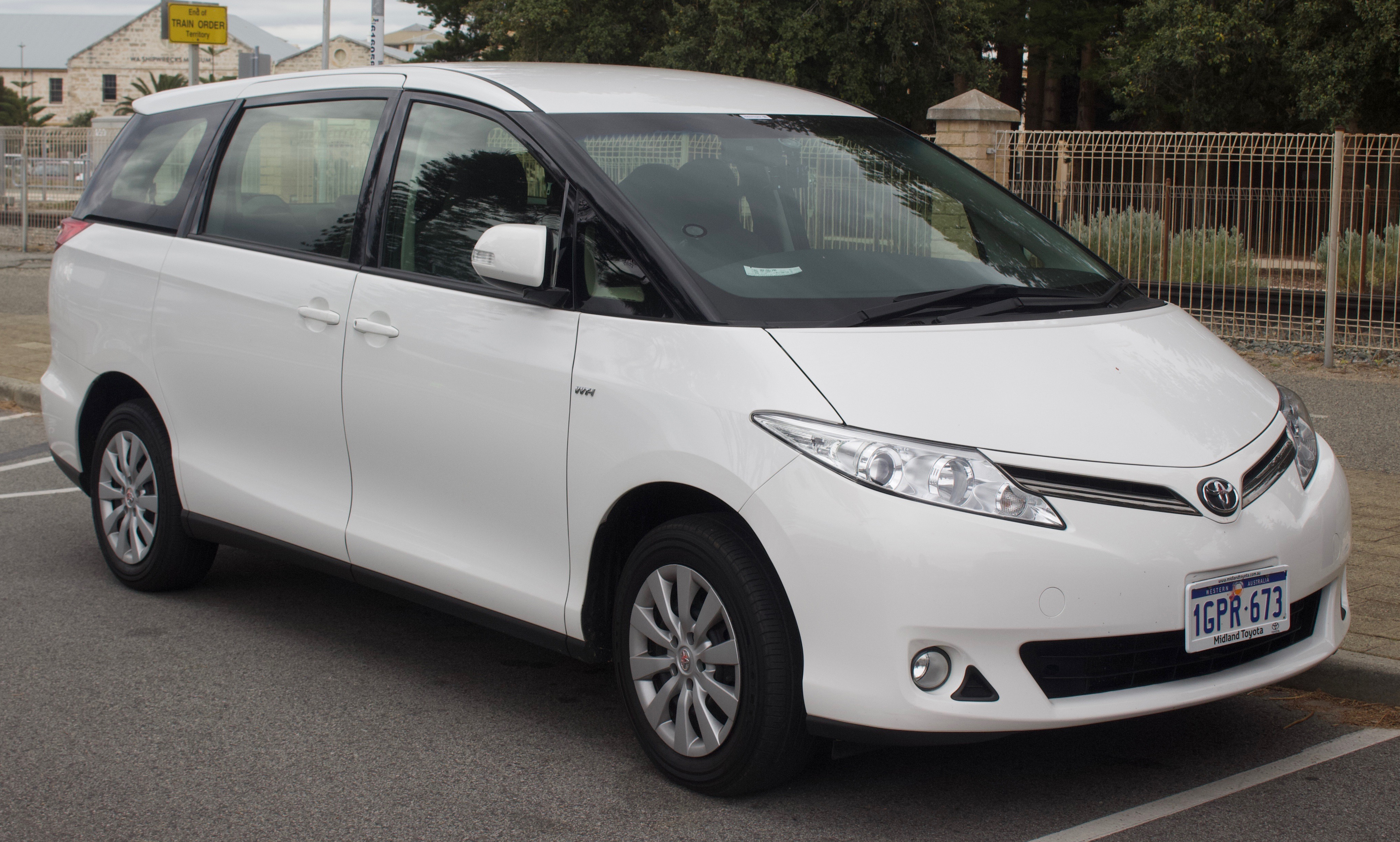
3代目エスティマ輸出仕様 タラゴ（2008年改良型）
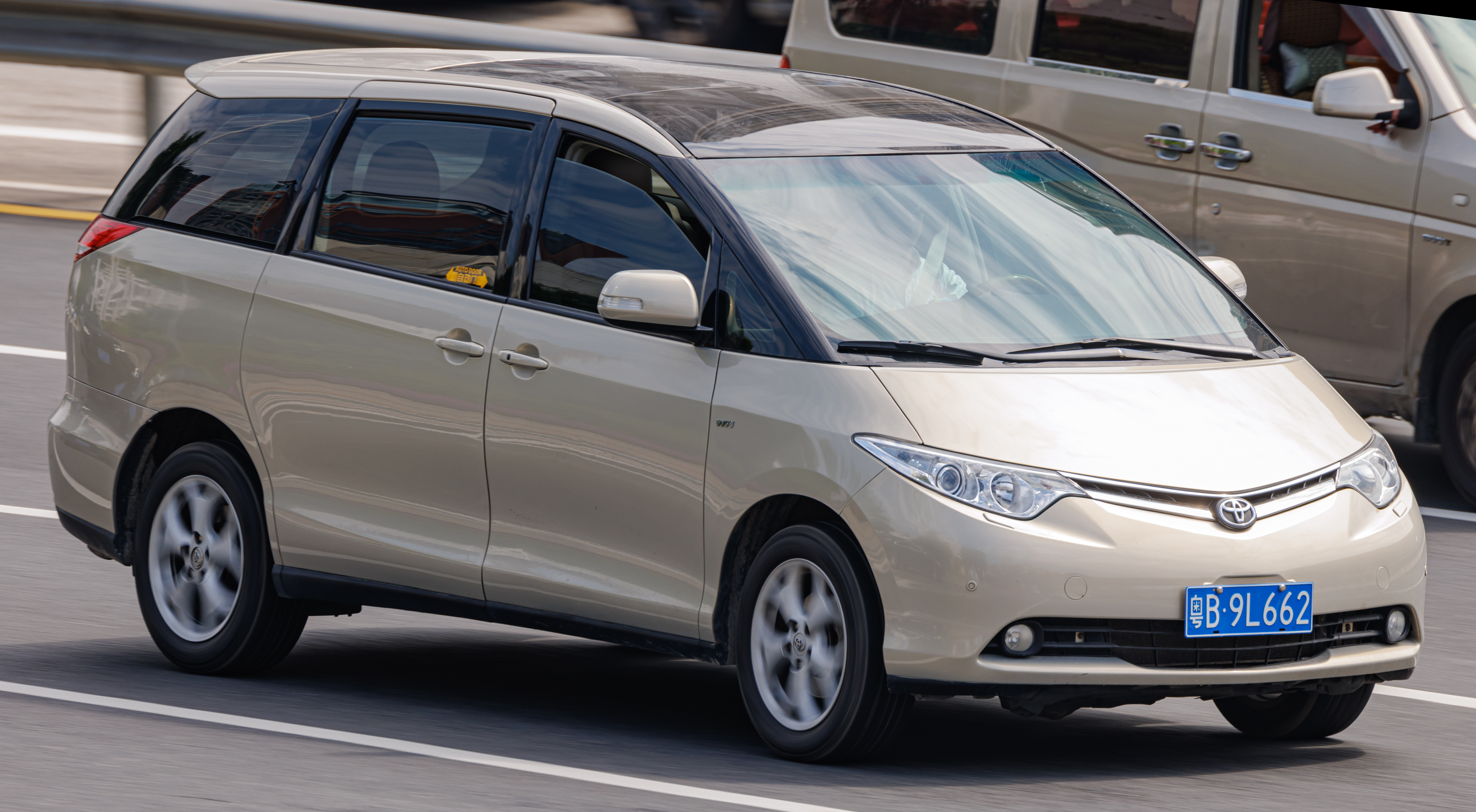
3代目エスティマ輸出仕様 プレビア (2006年中国仕様)

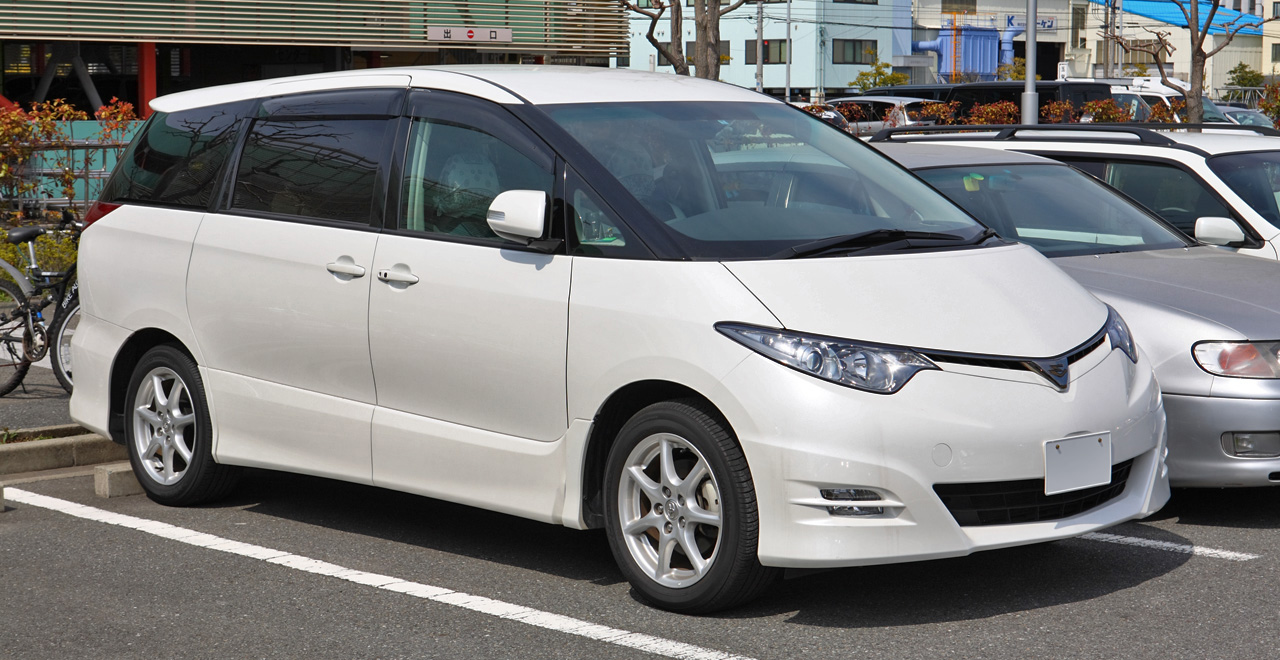
3代目アエラス（2006年販売型）
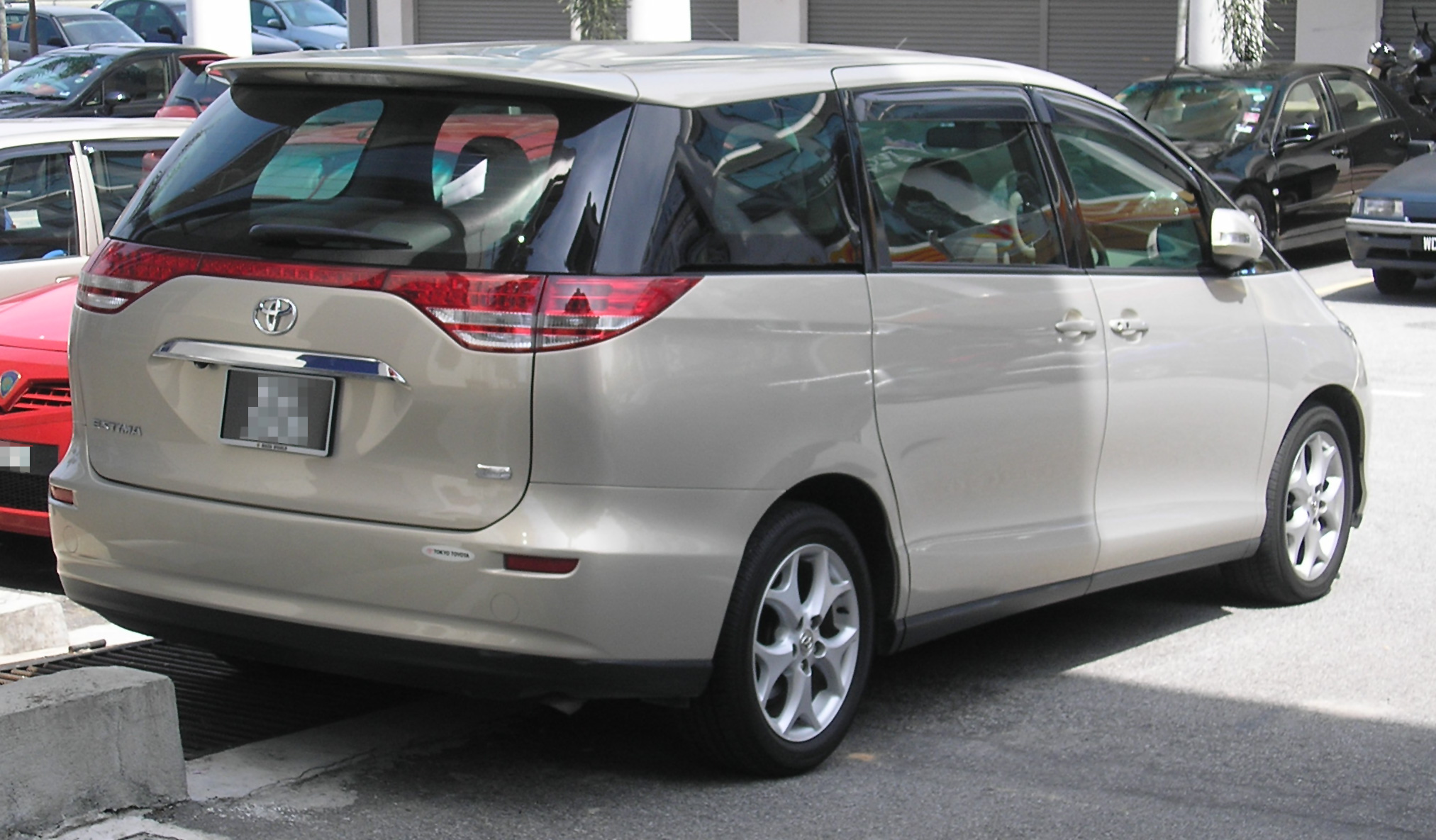
3代目エスティマ（2006年販売型・リア）
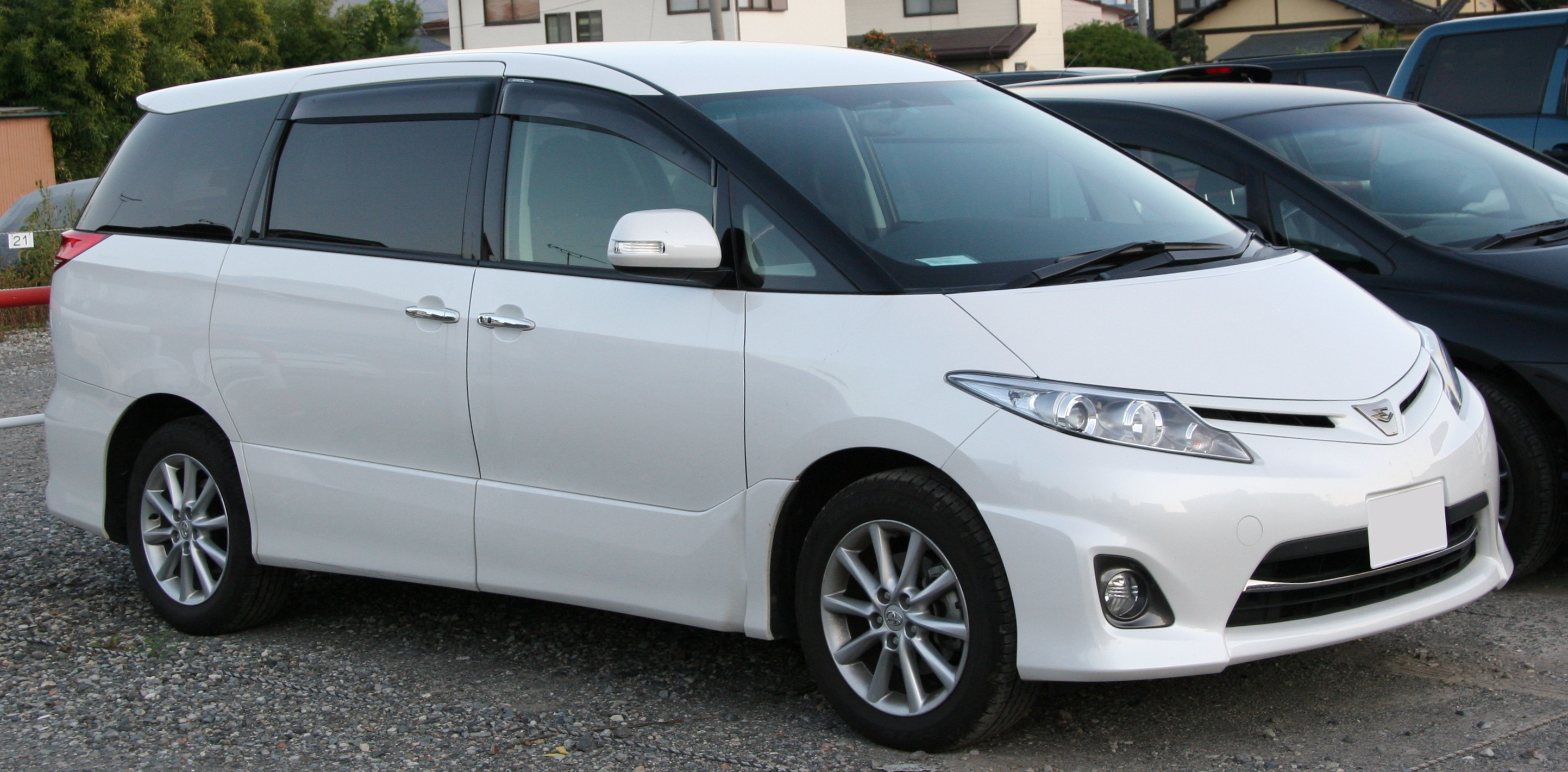
3代目アエラス（2008年改良型）
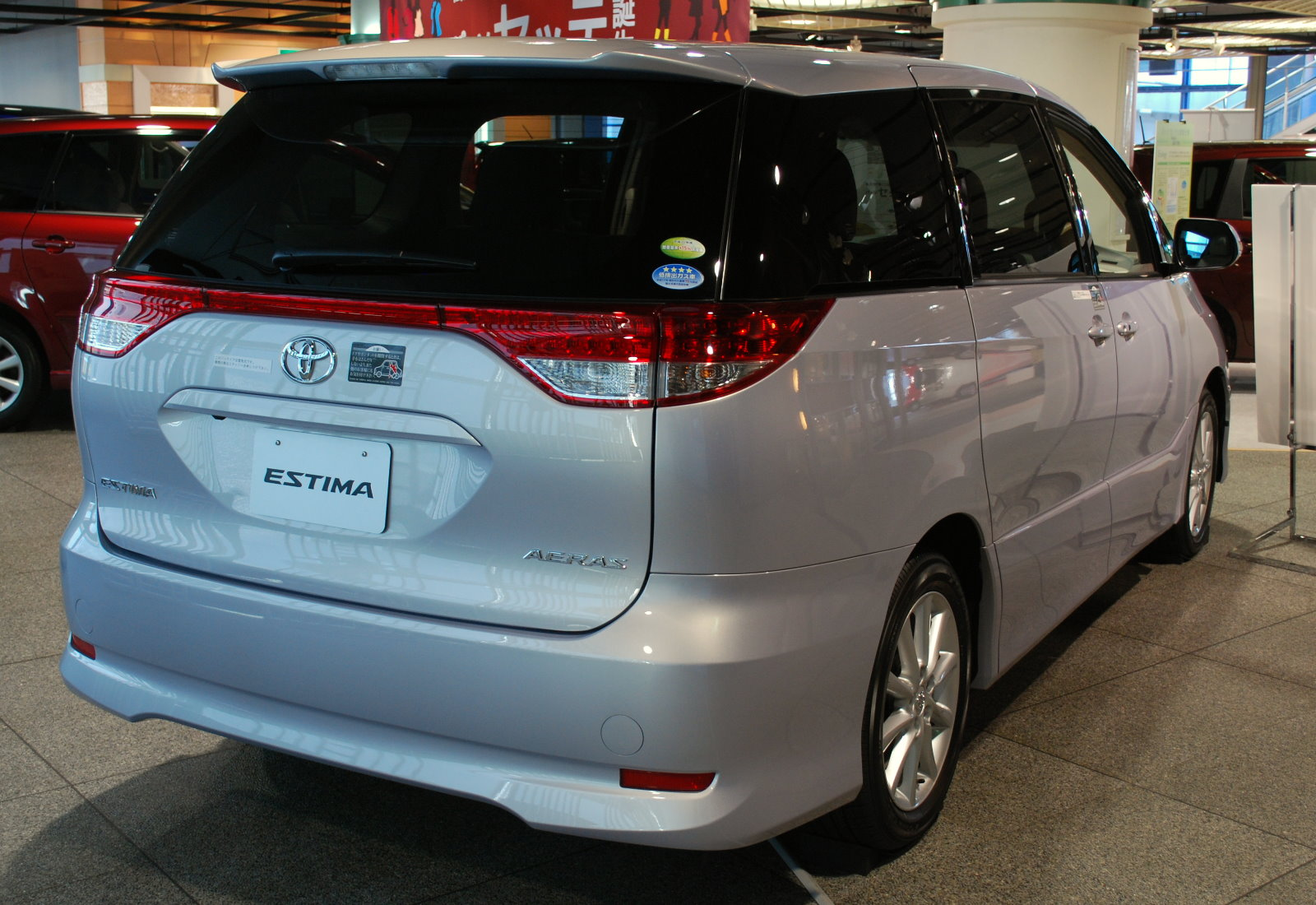
3代目アエラス（2008年改良型・リア）
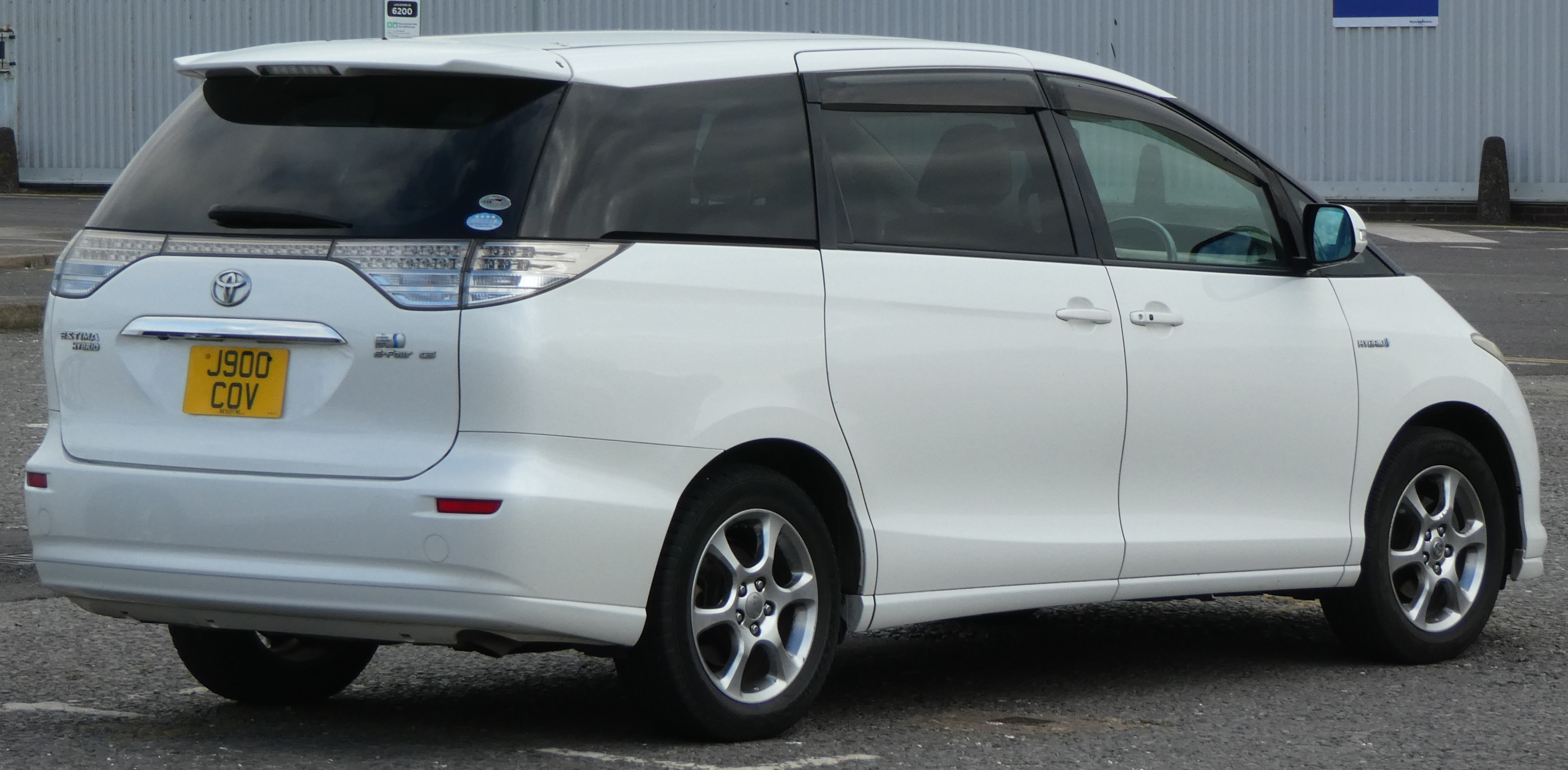
2代目ハイブリッド（2006年販売型・リア）
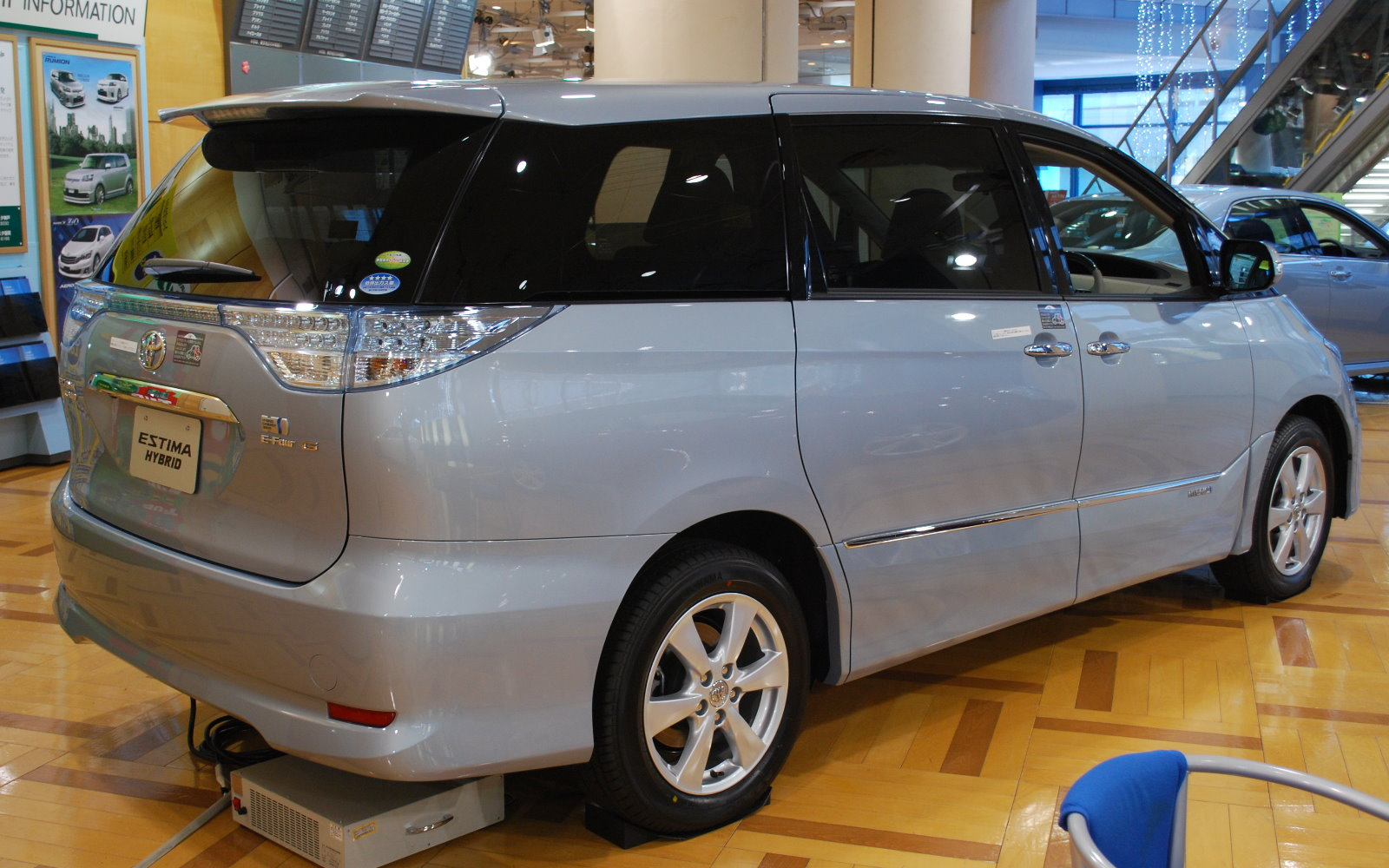
2代目ハイブリッド（2008年改良型・リア）
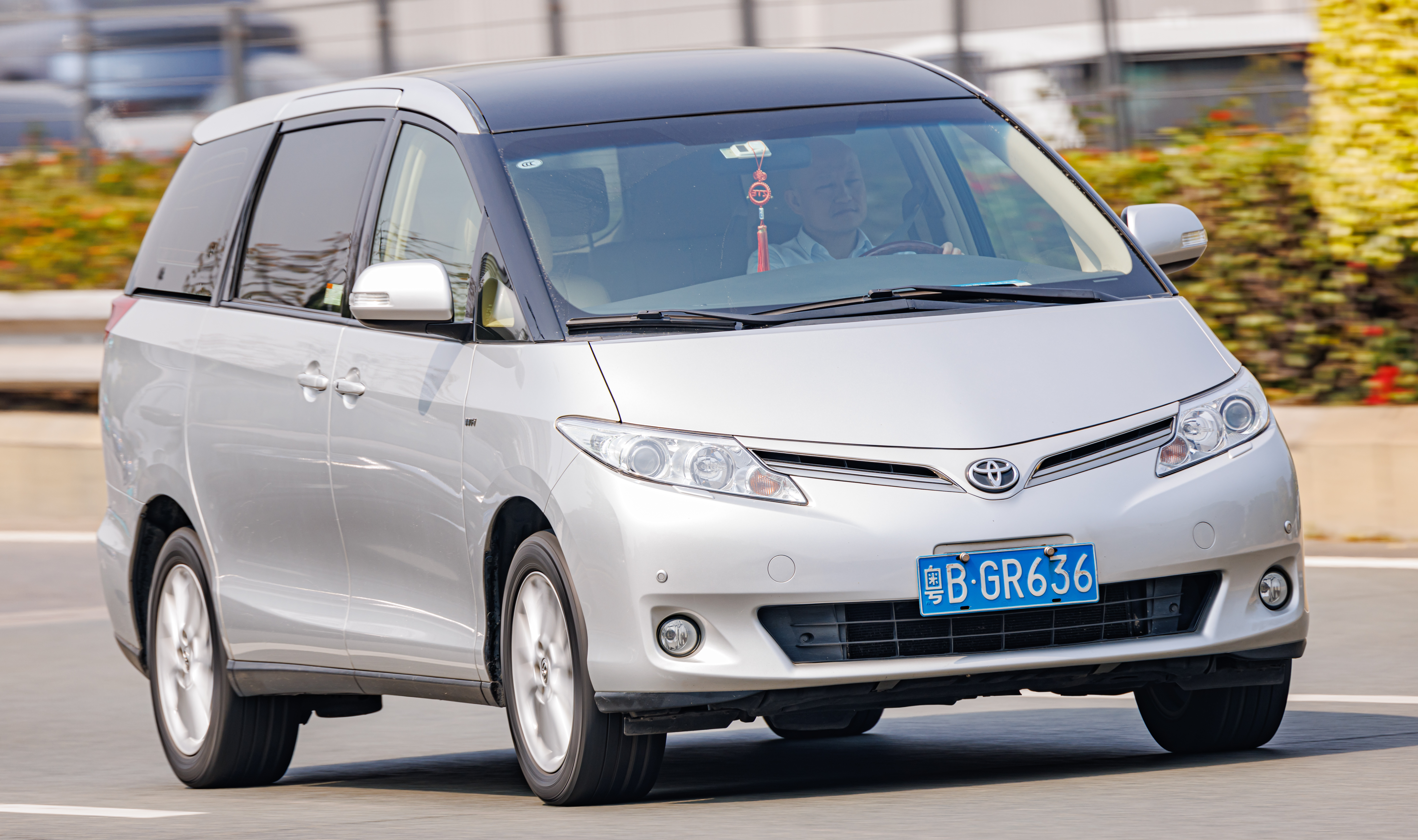
3代目エスティマ輸出仕様 プレビア (2012年中国仕様 改良型)

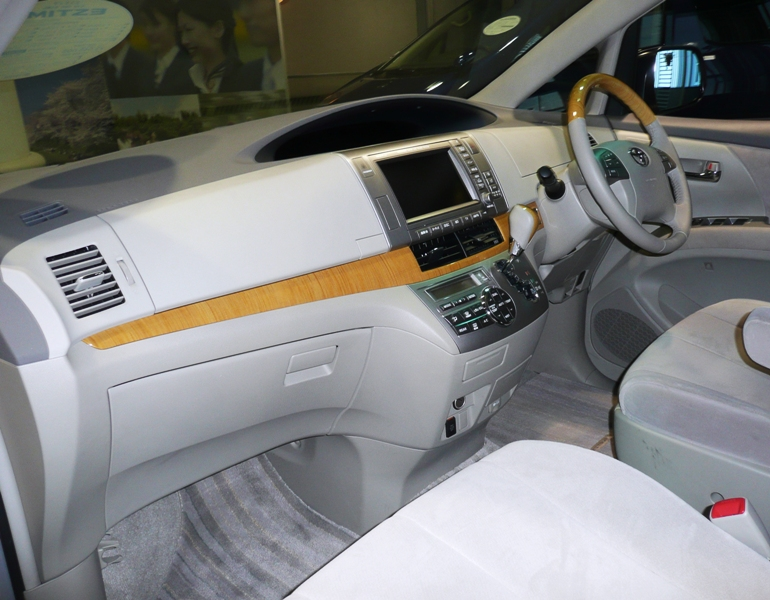
内装（2006年型・G）
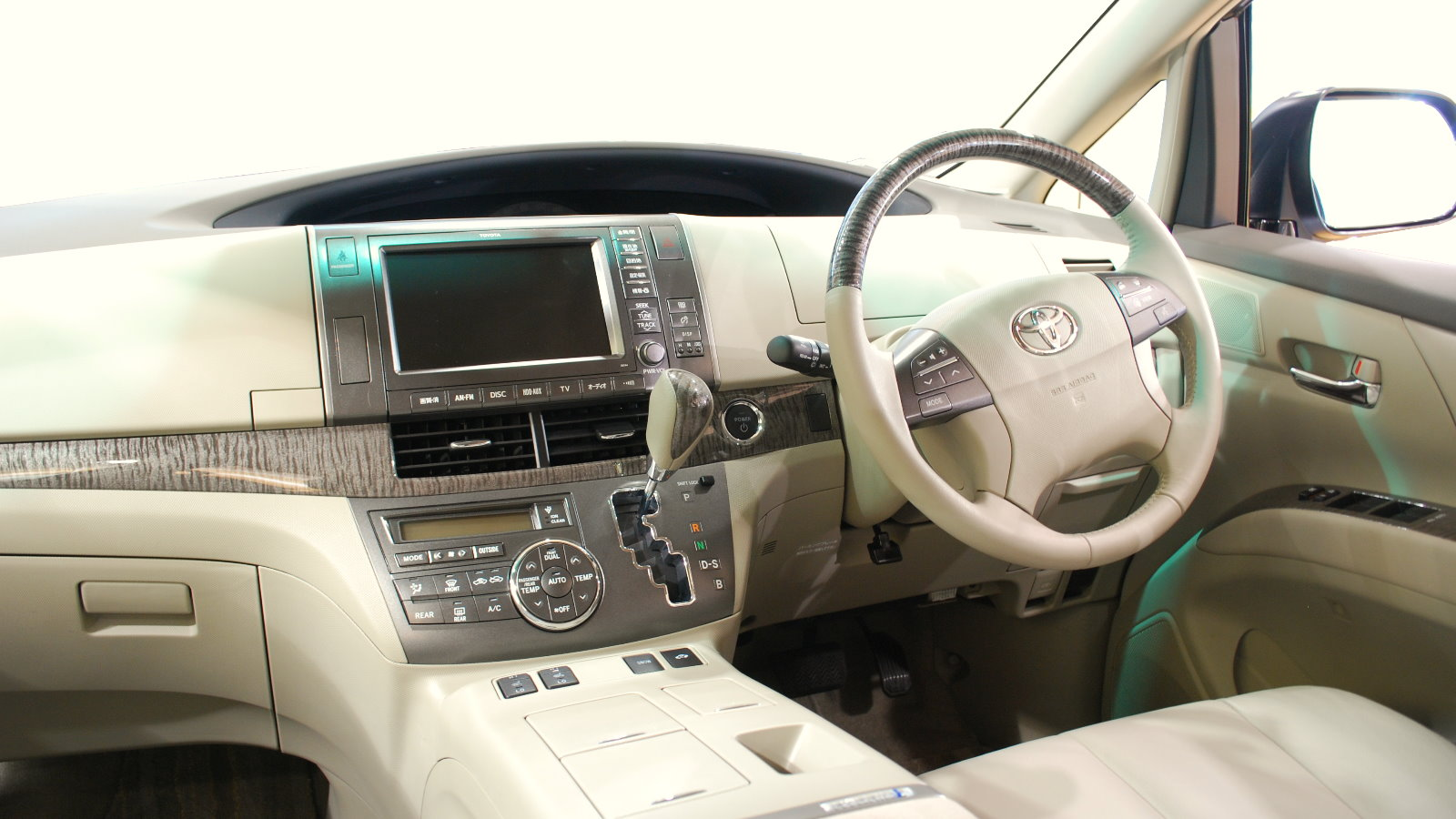
内装（2008年改良型・ハイブリッド）
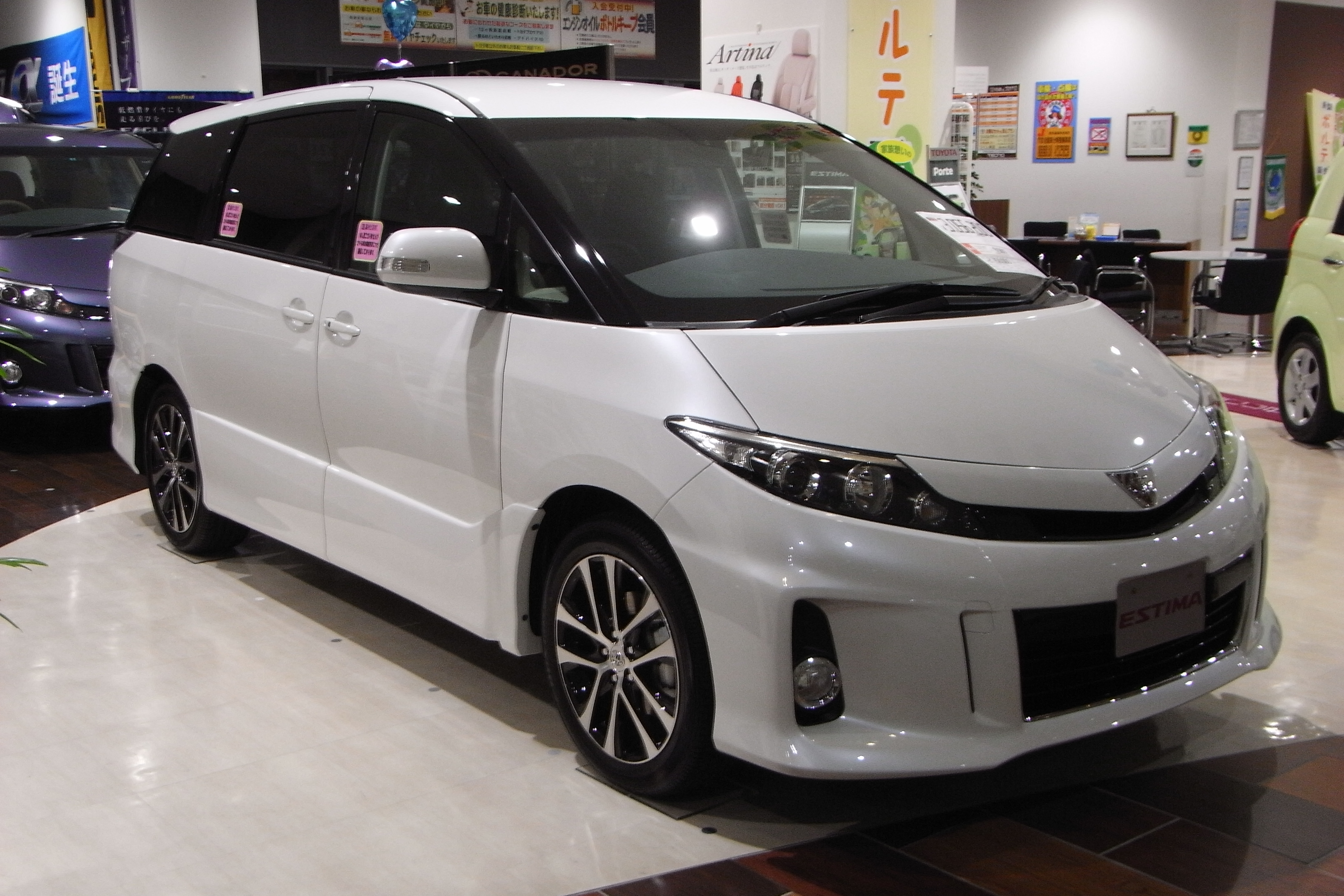
3代目アエラス（2012年改良型）
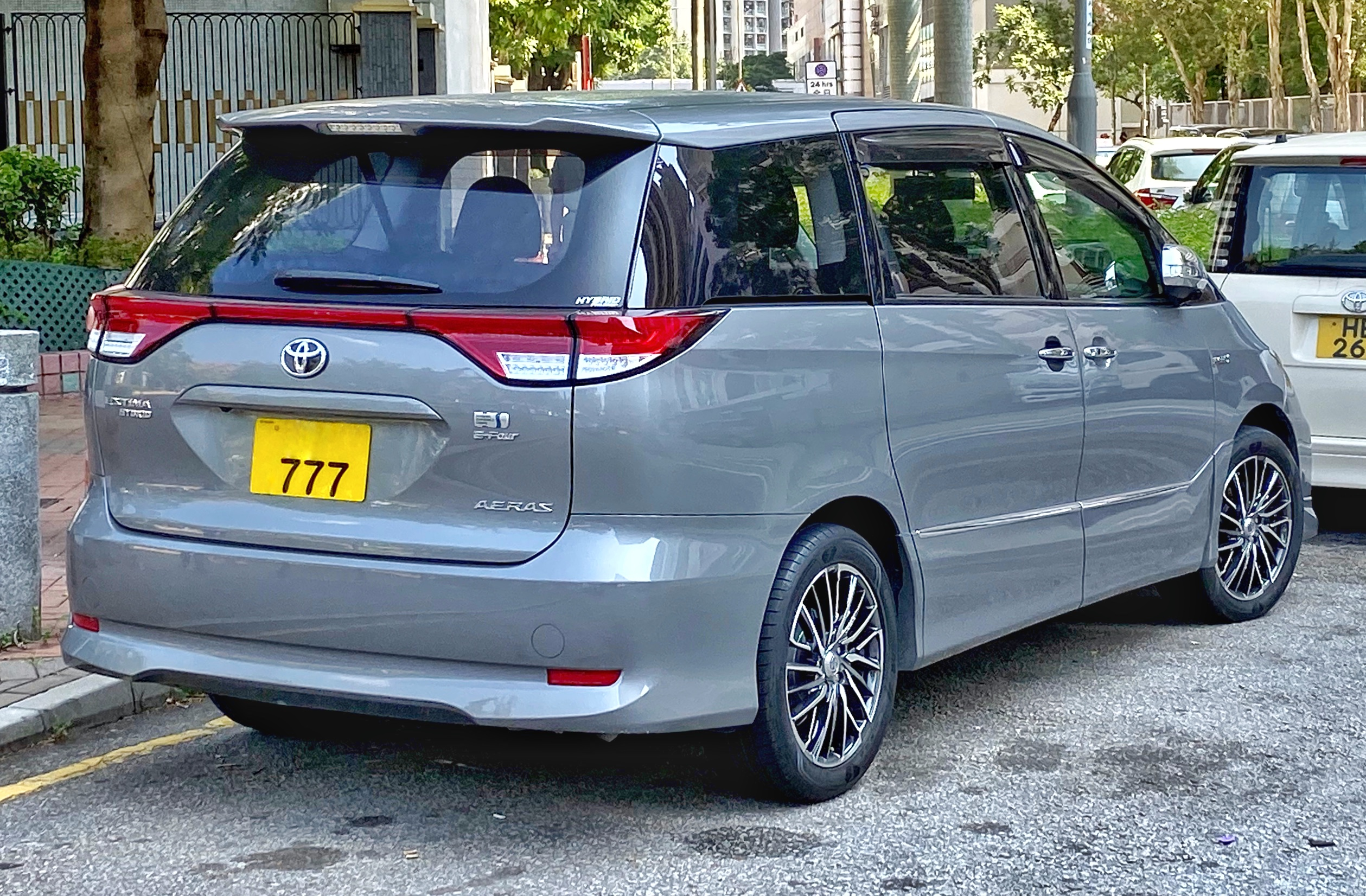
3代目アエラス（2012年改良型・リア）

## 車名の由来
- ESTIMA 英語で「尊敬すべき」というESTIMABLE（エスティマブル）に由来する。
  - なお、ESTIMAの名称は日本のみで使用され、日本国外ではプレビア（PREVIA）やタラゴ（Tarago）の名称が採用されている。海外向けとしては、かつては北米（アメリカ・カナダ）やヨーロッパでも販売されていたが、2018年現在は中国・韓国・東南アジア・中東・オセアニアなど一部の国のみでの販売である。これは北米では、初代が発売されていた当時、競合車と比べサイズが小さすぎパワーも不足していた点が、またヨーロッパでは、競合車に対し明確な優位（販売実績）を見込めなくなったことが販売中止の主な理由である。

## CM
- 初代のCM（エミーナ／ルシーダ）にまだ小学生だったともさかりえが出演していた。中期モデルにはユーリズミックスの『There must be an Angel』がCMソングに使用される。
- 2代目のCMソングはナット・キング・コールの『L-O-V-E』の替え歌。マイナーチェンジ直後はバーズの『ミスター・タンブリン・マン』（ボブ・ディランのカバー曲）、後にロッド・スチュワートの『スマイル』に変更された。
- エスティマハイブリッド（登場時）のCMソングは、スーザン・オズボーンの「At the Shore」（「浜辺の歌」：成田為三作曲）。
- 3代目の販促キャンペーン（トヨタ店で実施）にウォレスとグルミットを起用している。
- 3代目のCMソングはボビー・コールドウェルのカヴァーによる『Beyond The Sea』が使用された。2006年12月期からダニエラ・エベレットのカヴァー版に切り替わった。その後、2009年に行われたマイナーチェンジでは、ビリー・ジョエルの『素顔のままで』が使用された。2012年のマイナーチェンジ時にはDREAMS COME TRUEの『想像を超える明日へ』が採用され、ドリカム自身もCMに出演した。
- 3代目エスティマ・ハイブリッドにはケルティック・ウーマンによる『Beyond The Sea』が使用された。このCMのためにカヴァーしたようである（日本盤アルバム「クリスマス・セレブレーション」にのみ収録）。
- 3代目エスティマのCMに猫が登場する。2006年はアメリカンショートヘア、2007年はシャムネコ（ブルーポイント）である。

## キャッチコピー
- 初代
  - 突然エスティマ（前期型）
  - 誕生 ナイスキッド（エミーナ・ルシーダ登場時）
  - 新・家族の挑戦（エミーナ・ルシーダ 中期型）
  - TOYOTAの天才タマゴ（後期型）
- 2代目
  - Feel the Future.（前期型）
  - SLOW LIFE（後期型）
- 3代目
  - 想像を超えて、カタチにしていく。（2006年）
  - Link to tomorrow（2008年）
  - 可能性のカタチ（2012年）
  - Sense Of Wonder（2016年）

## 取り扱い販売店
- トヨタ店
- トヨタカローラ店

初代はルシーダがトヨタカローラ店、エミーナがトヨタ店、親エスティマは両店で、2代目はTがトヨタ店、Lがトヨタカローラ店で販売されていたが、3代目は名称が「エスティマ」に統合され販売店による区分はなくなった。大阪地区では大阪トヨペットで販売されたが、同社の社名変更により2006年8月8日をもって大阪トヨタ自動車の取扱いとなった。